# Stora Gäddetjärnen, Västergötland
Stora Gäddetjärnen är en sjö i Borås kommun i Västergötland och ingår i Viskans huvudavrinningsområde.